# Голф
Вижте пояснителната страница за други значения на Голф.
Голфът е спорт, в който индивидуални участници или отбори използват няколко вида стикове, за да вкарат специални топки в поредица от дупки с минимален брой удари. Спортът се играе на специално игрище за голф. Като правило, всяко отделно игрище има свой специфичен терен, но се състои или от 9, или от 18 дупки.

## История
Произходът на голфа е неясен и е предмет на дебати и противоречия. Игра с подобни топки и стикове съществува в Европа още през Средновековието. Елементи на съвременната игра еволюират от разпространената такава по крайбрежието на Шотландия по време на Средновековието, след което се пренася в Англия и САЩ през XIX век.
За подобна на голф играе има записи, че се е играла на 26 февруари 1297 г. в Холандия, в един град, наречен Лонен ан де Вехт, където холандците играят игра с пръчка и кожена топка. Победител е този, който удари топката с най-малък брой удари в целта, намираща се на няколкостотин метра разстояние. Някои учени твърдят, че тази игра на поставяне на малка топка в дупка в земята, използвайки стикове за голф, се играе в XVII век в Холандия и предшества тази в Шотландия. Има и други записи на подобна на голф игра от континентална Европа.
През април 2005 г. нови доказателства отново активизират дебата относно произхода на голфа. Последните данни предполагат, че игра, подобна на съвременния голф се е играла в Китай, 500 години преди голфът за първи път да се спомене в Шотландия. Тя се играе с 10 стика, които са сравними с днешните. Стиковете са инкрустирани с нефрит и злато, което предполага, че голфът е била игра е за богатите. Предполага се, че голфът е изнесен за Европа и след това в Шотландия от монголски пътници в късното Средновековие.
Модерната игра на голф обикновено се счита за шотландско изобретение. Макар подобни игри да са известни и преди това, съвременният голф, особено този на 18 дупки се е развил на основата на шотландския.
Първото документирано споменаване на голф в Шотландия се появява в Акта за присъединяване от 1457 г. на шотландския парламент, указ, издаден от крал Джеймс II който забранява играенето на игри на голф и футбол, тъй като те са отвличане на вниманието от стрелба с лък и други занимания за военни цели. Забраните отново са наложени в 1471 и 1491 година като голфът е описан като „неизгоден спорт“. Мария Стюарт, кралица на шотландците, е обвинена от политическите си врагове в играта на голф, след като вторият ѝ съпруг Хенри Стюарт, лорд Дарнли, е убит през 1567 г. Джордж Бюканън впоследствие пише, че тя играе „спортове, които са очевидно неподходящи за жени“. Голфът отново е забранен от парламента по времето на крал Джеймс VI, но голф клубове и топки са закупени за него през 1502 г., когато той е на посещение в Пърт, Сейнт Андрюс и Единбург.
Мъселбърг се счита за най-старото игрищр за голф. Предполага се, че там е играла голф Мария Стюарт, кралицата на шотландците през 1567 г. Първият международен голф турнир се играе на 17 октомври 1860 г.

## Игрище за голф
Всеки кръг на голф се основава върху вкарване на топката в няколко броя дупки в определен ред. Един кръг обикновено се състои от 18 дупки, които се играят по ред, определен от терена. На курс с девет дупки, един стандартен кръг се състои от два последователни кръга по девет дупки.
Всяка дупка на голф игрището се играе със започване от старта, който на английски се нарича „тий“ (tee), като топката се удари със стик. Когато този начален удар се изисква да бъде на голямо разстояние, поради отдалечеността на дупката, играчът обикновено (но не задължително) поставя малко колче, което може да се използва за издигане на топката малко над земята, до няколко сантиметра. Тези колчета често са направени от дърво, но могат да бъдат изработени от всякакъв материал, топката може да бъде издигната дори върху купчина от трева или пръст.
За дългите и късите удари се използват различни стикове. Идеята е с минимален брой удари топката да се докара възможно най-близо до дупката на зелената площ, и след това да се вкара в нея. Понякога играчите трябва да вървят дълги разстояния до мястото, където е тяхната топка, по игрищата за голф също така има неравности, области с пясък или вода, предназначени да служат за препятствия. В повечето форми на игра, всеки играч играе със своя топка, една и съща, докато не я вкара в дупката.
Играчите могат да ходят пеша до мястото на следващия си удар или да шофират специална количка за голф. Играта може да се играе индивидуално или групово и понякога голф играчите са придружени от помощници – кади, обикновено младежи, които носят и се грижат за оборудването на играчите и чието присъствие е разрешено от правилата, както и да дават съвети по време на играта. Кадито може да дава съвети само на играча или играчите, за които работи и обслужва, а не на конкурентни играчи.

## Правила
Правилата на голфа са установени с международен стандарт и се спазват от всички.
Основният принцип на тези правила е справедливостта. Както се посочва на задната корица на официалния правилник (справочник):
| „ | Играйте с топката, там където лежи, играйте на игрището, както го намерите, и ако не можете да направите което и да е от двете, правете това, което е справедливо. | “ |

Има строги правила по отношение на аматьорския статут на играчите на голф. По същество, всеки, който някога е получил заплащане или каквато и да е компенсация за даване на уроци или инструкции, или който играе голф за пари, не се счита за любител и по тази причина не може да участват в състезания и турнири, предназначени единствено или предимно за аматьори. Въпреки това, аматьорите могат да получат парично обезщетение за покриване на разходите, които от своя страна отговарят на строгите правила, установени от правилника, а също така могат да приемат и непарични награди или подаръци в рамките на ограниченията, установени от правилника.
В допълнение към официално напечатаните правила, играчите спазват и набор от препоръки, наречен голф етикет. Те се отнасят до въпроси, засягащи сигурността, справедливостта, темпото на игра и задължението на всеки играч да допринася и се грижи за поддръжката на игрището. Въпреки че не съществуват наказания за нарушение на правилата за професионална етика, играчите обикновено ги следват в усилието си за подобряване на играта на всеки играч.
Наказанията в голфа се налагат в определени ситуации. Те се броят към общия резултат на играча, прибавят се точки, все едно той или тя е направил/а допълнителен брой удари. Ударите се добавят за нарушение на дадено правило или ако при удар топката се окаже в невъзможна за игра ситуация.
Изгубена топка или топка ударена извън границите на игрището получава наказание от един допълнителен удар и разстояние. Два допълнителни удара е наказанието, което се дава на играч, който удари грешна топка или топка на друг състезател. Някои нарушения на правилата могат да доведат и до дисквалификация. Дисквалификацията може да бъде наложена при доказана измама, умишлена лъжа или каквато и да е друга нечестна постъпка, както и подписване под по-нисък от реалния резултат. Това е спорт при който на терена няма съдии, всеки състезател следи за нарушения и за собствения си резултат и спазване правилата на играта, затова често този спорт е наричан спорт за джентълмени.

## Екипировка и оборудване
- Топка за голф до дупка
- Стикове за голф
- Обувки за голф
- Количка за голф

### Топки за голф
Първите топки за голф са били изработвани от твърдо дърво, най-често бук. Между 1400 г. и 1600 г. започват да се правят и по-скъпи топки, които са от кожа и са пълни с птичи пух. След 18 век започват да се правят нови топки за голф, които са наричани "гутаперча" и са комбинация между латекс и дървесина. По-късно през този век започва да се изработва и топката за голф с трапчинките. След 1900 година се експериментира с гумено ядро обвито в кожа. Кръглите трапчинки са били патентовани през 1910 година, но те стават популярни чак през 1940 година, когато патентът изтича.
Съвременните топки за голф са от синтетични материали, като те могат да бъдат с 2, 3 и дори 4 слоя. Минималния допустим диаметър е 42,67 милиметра, а масата не може да надвишава 45,93 грама. В зависимост от модела, трапчинките могат да са от 300 до 450, като тяхното предназначение е да подобрят аеродинамиката и да придадат въртене на топката. Твърдите топки, като тези от сърлин помагат за постигане на далечни дистанции, докато меките, например изработените от уретан генерират по-бързо въртене и имат по-добро спиране.

### Стикове за голф
Стиковете са дълги прътове, като на края им има едно „стъпало“. Със „стъпалото“ се удря топката и дължината на удара зависи от лофта (градуса) на „стъпалото“.